# 尤斯塔區

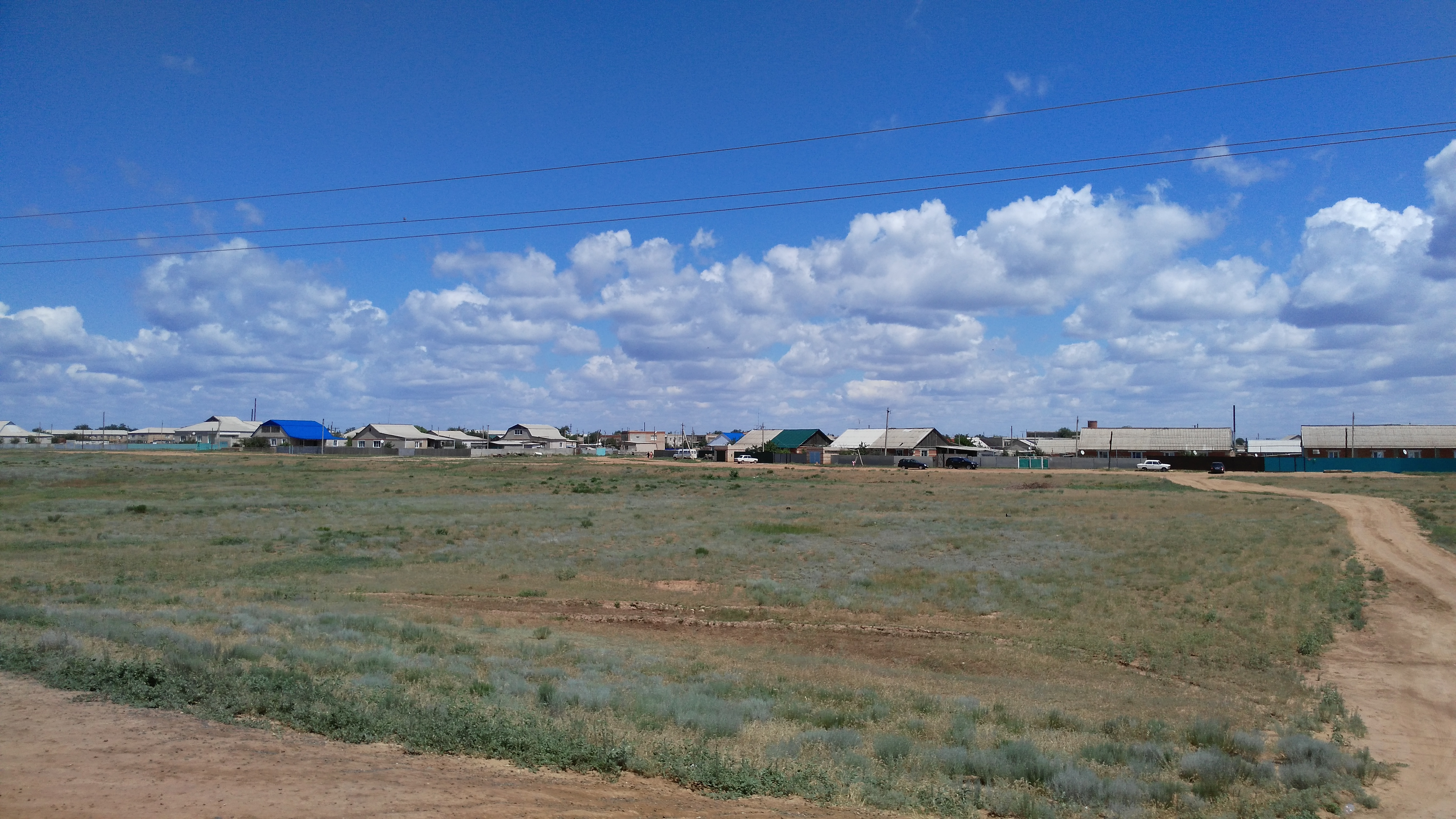

47°33′N 46°43′E / 47.550°N 46.717°E
尤斯塔區（俄语：Юстинский район），是俄羅斯的一個區，位於該國西南部，由卡爾梅克共和國負責管轄，始建於1938年，面積7,995.6平方公里，2010年人口10,585，人口密度每平方公里1.32人。